# Lieber Code
Der Lieber Code, eine am 24. April 1863 vom damaligen US-Präsidenten Abraham Lincoln unterzeichnete Anweisung an die Truppen der Nordstaaten im Amerikanischen Bürgerkrieg von 1861 bis 1865, war das erste schriftlich fixierte Regelwerk in der Geschichte mit Vorgaben zur Kriegsführung. Es bildete seit 1863 unter dem Titel „Instructions for the Governement of Armies of the United States in the Field“ die Basis für ein entsprechendes Field Manual der amerikanischen Streitkräfte. Mehr als fünfzig Jahre blieb er das offiziell von der amerikanischen Armee erklärte Kriegsrecht für den Landkrieg. Obwohl die im Lieber Code enthaltenen Regeln nur für die Unionstruppen während des Amerikanischen Bürgerkrieges bindend waren, haben sie die spätere Entwicklung und Kodifizierung des Kriegsvölkerrechts wesentlich beeinflusst.

## Entstehung und Inhalt
Das nach dem deutschstämmigen Juristen, Rechtsphilosophen und Enzyklopädisten Francis Lieber benannte Dokument mit dem vollständigen Titel „Instructions for the Government of Armies of the United States in the Field“ enthielt in 157 Artikeln unter anderem Vorgaben zur militärischen Rechtsprechung (Sektion I), zur Behandlung der Zivilbevölkerung in besetzten Gebieten (Sektion II), zum Umgang mit Deserteuren und Kriegsgefangenen (Sektion III), zur Behandlung von Partisanen und Guerilla-Kämpfern (Sektion IV) sowie von Spionen und Verrätern (Sektion V). Darüber hinaus wurden Fragen des Waffenstillstandes und der Kapitulation geregelt (Sektion VIII). Erstmals in der Militärgeschichte war der Befehl, kein Pardon zu geben und den unterlegenen und sich ergebenden Gegner zu töten, generell verboten und nur gestattet, „in großer Not, wenn es um seines eigenen Heiles Willen unmöglich ist, daß er sich mit Gefangenen belaste“.  Ebenso verboten war der Einsatz von jedweder Art von giftigen Stoffen zur Kriegsführung. Gleichfalls bemerkenswert war die Festlegung, dass gegnerische Sanitätskräfte und Seelsorger nicht als Kriegsgefangene galten. Die Regeln des Lieber Codes erlaubten im Falle einer mangelhaften Kooperation der Bevölkerung allerdings auch Strafmaßnahmen wie die Beschlagnahme oder die Zerstörung von Eigentum, das Gefangennehmen von Geiseln sowie die Hinrichtung von Guerilla-Kämpfern und Saboteuren.
Francis Lieber, zur damaligen Zeit Professor am Columbia College in New York, erarbeitete den Lieber Code in Zusammenarbeit mit Armeeoffizieren. Wichtige Leitlinien bei der Formulierung der Regeln waren das Prinzip der militärischen Notwendigkeit und damit die Vermeidung unnötigen Leids sowie die menschliche Behandlung der Kriegsgefangenen und der Bevölkerung besetzter Gebiete. Bei der Formulierung des Lieber Codes musste Lieber darauf Rücksicht nehmen, dass Lincoln die Konföderierten nicht als legitime Kriegsgegner ansah, sondern als Rebellen. Entsprechend dieser Maßgabe unterschied der Lieber Code zwischen Partisanen und Guerillas (War rebels). Partisanen wurden als ein Teil der regulären Armee anerkannt, der vor allem die Versorgungslinien und die Kommunikationsmittel des Feindes angriff. Als Guerilla galt, wer völlig irregulär kämpfte, plünderte oder Kriegsgefangene tötete. Auch diese Unterscheidung zwischen Partisan und Guerilla war im humanitären Völkerrecht konstitutiv und wurde bis heute fortgeführt, allerdings mit Begriffen, die den neueren Kriegsverhältnissen entsprechen.

## Nachwirkung im Vorschriftenwesen der US-Army
Der Lieber Code war in seiner Erstausgabe vom Februar mit 97 Artikeln und mit der verabschiedeten März-Ausgabe mit 157 Artikel ein überschaubares Werk, das in enger Zusammenarbeit mit aktiven Offizieren der amerikanischen Armee entstand. Die Armee betrachtete den Lieber Code als ihr erstes Field Manual welches konkrete Anweisungen für die Streitkräfte verbindlich regelte. Daraus entwickelte sich später ein komplexes Dokumentations- und Vorschriftenwesen, in dem bis in das 21. Jahrhundert der Bereich der United States Army Field Manuals einen gewichtigen Anteil im Regelwerk der Streitkräfte der Vereinigten Staaten hat.